# Chang'e 4
För andra betydelser, se Chang'e (olika betydelser).
Chang'e 4 (嫦娥四号; Cháng'é sìhào) är en obemannad kinesisk rymdsond med uppdrag att landa på månens baksida. Chang'e 4 är en del i Kinas rymdprogram och en del i Chang'eprogrammet för att utforska månen.
Chang'e 4 är fortsättningen på Chang'e 3s landning på månen 2013, och var ursprungligen tänkt som backup till Chang'e 3. Även Chang'e 4 kommer landsätta en rover.
Uppskjutningen av Chang'e 4 skedde den 8 december 2018 och sonden gick in i månens omloppsbana fyra dagar senare. Den 3 januari 2019 landade Chang'e-4 på månens baksida.
Sonden är döpt efter mångudinnan Chang'e.

## Uppdrag
Ytan på månens baksida har tidigare aldrig blivit undersökt. Målet med uppdraget är studera de geologiska förhållandena på månens baksida och att få en bättre förståelse för månens utveckling. I framtiden är det tänkbart att placera ett radioteleskop på månens baksida eftersom teleskopet där är skärmat från störande signaler från jorden. Det figurerar obekräftade uppgifter att landningen kommer att ske i Aitkenbassängen

## Queqiao
I juni 2018 sköts kommunikationssatelliten Queqiao upp till jorden/månens lagrangepunkt L2 varifrån den ser både landningsplatsen och jorden och därmed kan säkerställa kommunikationsvägen.